# Miles Hobby
Die Miles M.13 Hobby war ein Rennflugzeug der britischen Herstellers Miles Aircraft.

## Entwicklung und Konstruktion
Die Hobby (dt.: Baumfalke), die wie viele andere Flugzeuge des Konstrukteurs Frederick George Miles nach einem Raubvogel benannt wurde, war ein freitragender Tiefdecker, der von einem de Havilland Gipsy Major 2 mit einer Nennleistung von 145 PS (107 kW) und einem zweiblättrigen Verstellpropeller angetrieben wurde. Die Maschine wurde zum einen als Rennflugzeug und zum anderen als Testflugzeug zur Erforschung der Aerodynamik entwickelt. Sie bestand vollständig aus Holz. Der Rahmen war aus Fichtenholz gefertigt und mit Birkenholz beplankt. Zusätzlich war die Oberfläche mit Stoff bespannt. Besonders für einen Eindecker war es ungewöhnlich, dass die Spannweite geringer war als die Rumpflänge. Lediglich das Seitenleitwerk war mit einem Hornausgleich versehen. Das Cockpit war hinter der Tragflächenhinterkante positioniert und verfügte über eine Windschutzscheibe und eine Haube aus Perspex. Die Hobby war mit hydraulischen Landeklappen und hydraulischem Einziehfahrwerk ausgerüstet. Die Hauptfahrwerksbeine waren fast mittig unter der jeweiligen Tragfläche angebracht und verliehen der Hobby eine große Spurweite. Im eingefahrenen Zustand wurde das Fahrwerk vollständig von an den Fahrwerksbeinen angebrachten Verkleidungen und zusätzlichen Verkleidungen an der Tragfläche abgedeckt. Am Heck war ein Sporn angebracht.

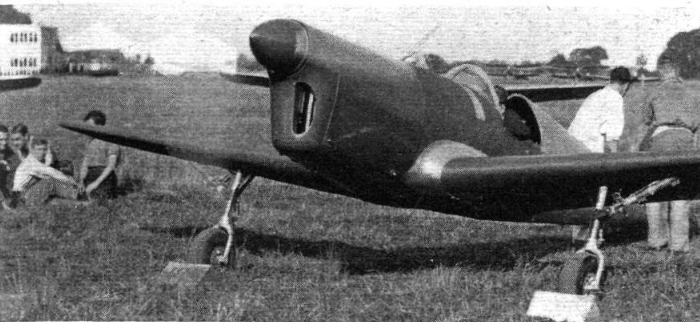

Dokumente der britischen Civil Aviation Authority zeigen, dass die Hobby am 26. April 1937 mit dem Luftfahrzeugkennzeichen G-AFAW registriert wurde. Sie wurde jedoch erst Anfang September desselben Jahres von Frederick Miles vom Flugplatz in Woodley aus geflogen. Dieser Jungfernflug fand nur einige Tage vor der dem King’s Cup Race statt. Probleme mit dem neuartigen Einziehmechanismus des Fahrwerks führten dazu, dass die Maschine nicht rechtzeitig für die Qualifikationsrennen am 10. September einsatzbereit war. Sie konnte jedoch bei einem Vorführungsflug in Hatfield zum Finalrennen am 11. September gezeigt werden. Trotzdem wurde die Hobby von Miles Aircraft bis zum folgenden Frühjahr als Forschungsflugzeug eingesetzt. Im April 1938 wurde sie aus dem Register der CAA gelöscht und an das Royal Aircraft Establishment verkauft. Dort wurde das Flugzeug für Windkanaltests eingesetzt, da es aufgrund seiner geringen Spannweite gut in den Kanal passte. So konnten die Messwerte der Flugtests mit denen der Windkanaltests direkt verglichen werden.

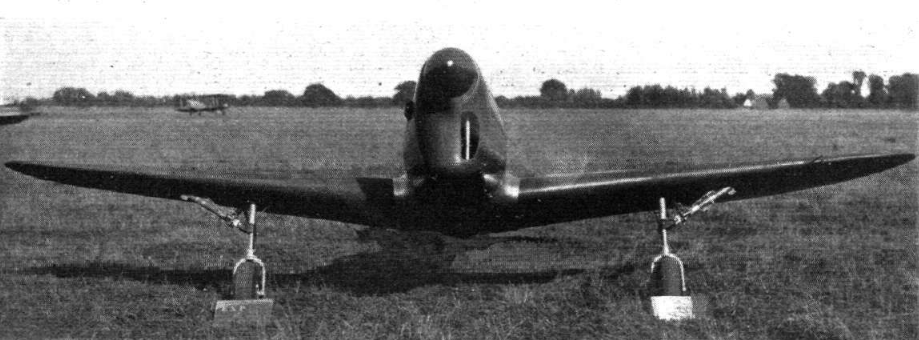

## Technische Daten

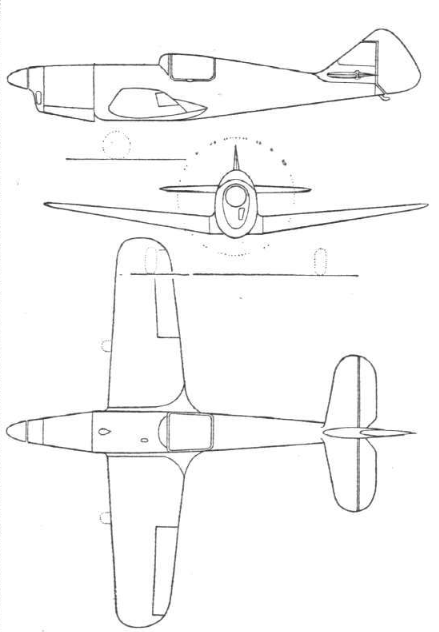
Dreiseitenansicht

| Kenngröße             | Daten                                              |
| --------------------- | -------------------------------------------------- |
| Besatzung             | 1                                                  |
| Länge                 | 22,67 ft (6,91 m)                                  |
| Spannweite            | 21,42 ft (6,53 m)                                  |
| Höhe                  | 8,42 ft (2,57 m)                                   |
| Flügelfläche          | 78 ft² (7,25 m²)                                   |
| Flügelstreckung       | 5,9                                                |
| Leermasse             | 1.140 lb (517 kg)                                  |
| max. Startmasse       | 1.527 lb (693 kg)                                  |
| Höchstgeschwindigkeit | über 200 mph (322 km/h)                            |
| Triebwerke            | 1 × de Havilland Gipsy Major 2 mit 145 PS (107 kW) |